# Jeferson Maciel
Jeferson Gusmão Maciel (* 20. Januar 1986 in Salvador), auch Jeferson genannt, ist ein brasilianischer Fußballspieler.

## Spielerische Laufbahn
Die Anfänge der spielerischen Laufbahn von Jeferson Gusmão Maciel sind unbekannt. 
Er stand von 2009 bis 2010 beim Alagoinhas AC in Alagoinhas im Bundesstaat Bahia unter Vertrag.
2013 wechselte er zu GE Anápolis nach Anápolis. Von Juni 2011 bis Juli 2012 wurde er nach Portugal zu CD Feirense ausgeliehen. Mit dem Verein aus Santa Maria da Feira spielte er in der ersten Liga des Landes, der Primeira Liga. Hier kam er einmal zum Einsatz.
Über den Botafogo SC ging er 2014 nach Asien. Hier unterschrieb er einen Vertrag beim Osotspa M-150 Samut Prakan FC. Der Verein aus Samut Prakan spielte in der höchsten thailändischen Liga, der Thai Premier League. In Samut Prakan stand er bis Ende 2016 unter Vertrag. Für den Verein spielte er 82 mal in der ersten Liga.
Seit dem 1. Januar 2017 ist Jeferson vertrags- und vereinslos.